# Дорофеєв Захар Федорович
Заха́р Фе́дорович Дорофе́єв (мокш.: Дорофеень Закарь; 24 березня 1890, Салазгор — 18 липня 1952, Москва) — мокшанський державний діяч, засновник масової національної освіти мокшанською мовою, просвітитель. Також поет, перекладач, менеджер модерної мокшанської літератури, дослідник фольклору, історик, етнограф. Фанатичний діяч комуністичного руху. Деконструктор імперського православ'я на територіях Мокшанії.
Автор букваря «Валда ян» (Світлий шлях) та семи підручників для національних мокшанських шкіл.

## Біографія
Народився 1890 у селі Салазгор Тамбовської губернії (нині Торбеєвського район Республіки Мордовія) у багатодітній мокшанській родині.
Восени 1905 після відмінної здачі вступних іспитів зарахований на підготовче відділення Казанської вчительської семінарії. Здібного юнака помітив відомий ерзянський просвітитель Макар Євсев'єв. Він залучав його до вивчення мокшанського фольклору, підтримував його перші віршовані досвіди. 1906, коли його мали виключити з семінарії за участь в антиімперських акціях, Дорофєєву знову домоміг Євсев'єв.
Після закінчення в 1909 Казанської вчительської семінарії працює шкільним учителем у Темниковському повіті. 1912 виходить збірка російських віршів Дорофеєва «Пісні й думи народного вчителя», у яких вміщено кілька перекладів мокшанських народних пісень.
У роки Першої світової війни — на фронті, важко поранений.

### На ниві мокшанського відродження
У травні 1918 він уже активний член ленінських угруповань більшовиків, його призначають завідувачем Темніковського управління освіти. Хвацько впроваджує у царині освіти лівацькі експерименти. Водночас використав момент для стрімкої мокшанізації початкової освіти, відкриття національних шкіл.
Вів виняткову за своїми масштабами агітаційну роботу: виступав на мітингах, читав лекції вчителям, вів антирелігійну пропаганду, був ініціатором організації повітової партшколи, перетвореної пізніше в Темниковський комуністичний університет. Експерименти Дорофээва ставали зразком для цілої Пензенської губернії — тут була справжня культурна революція. 1923 призначається завідувачем Пензенським губернським відділом політосвіти. На цій посаді знову працює заради мокшанізації шкіл, а в Пензенському педагогічному технікумі створив ерзяно-мокшанське відділення.
У жовтні 1923 Дорофєєв працює вже у Москві, спочатку інспектором Ради національних меншин Наркомпроса РРФСР, потім в Наркомнаці, у Мордовській секції при ЦК РКП (б), в мордовському відділі Центрального видавництва народів СССР. Фактично, він стає ґарантом створення мокшанської національної освіти у всіх губерніях, де проживали мокшани. Успішно долав опір російських шовіністів, організовуючи губернські конференції працівників мокшанської та ерзянської освіти у Пензі, Саратові, Самарі, Алатирі. Особисто виїжджає на місця, вимагає дотримання курсу на мокшанізацію освіти.
У вересні 1924 Дорофєєву вдається скликати з'їзд мокшанських та ерзянських освітян у Москві. У його роботі взяли участь представники Нижегородської, Пензенської, Самарської, Саратовської, Ульяновської губерній, Башкирської і Татарської республік. У президії з'їзду були світила мокшанського та ерзянського відродження — Євсев'єв, Скобелєв, Совєткін. Перед мокшанськими освітянами виступив міністр освіти СССР А. Луначарський .
На з'їзді Дорофєєв отримав карт-бланш від Москви на повну мокшанізацію початкової освіти та початок націоналізації спеціальної — ухвалено відкривати мокшано-ерзянські педтехнікуми, збільшення накладів підручників і книг мокшанською та ерзянською мовою.
Московський з'їзд дав старт систематичним курсам перепідготовки вчителів національних мокшанських шкіл, що значно підвищило їх кваліфікацію та конкурентність мокшанської освіти. Вибухово росла мережа шкіл з мокшанською мовою навчання. Водночас Дорофєєв добився збільшення спеціальних лімітів на позаконкурсний прийом мокшан та ерзян у всі технікуми та вищі навчальні заклади РСФСР — як нації, потерпілої від російського колоніалізму. Збільшилася кількість навчальної та художньої літератури мокшанською та ерзянською мовою. З кінця 1924 року починає роботу Мокшано-Ерзянська Мовна комісія, до якої увійшли провідні мовознавці Дорофеєнь Закарь, Ґлуховонь Петяй, Рябовонь Толь.
Фактично, Московський з'їзд мокшанських та ерзянських освітян 1924, інспірований Дорофєєвим, створив ґрунт для державної емансипації Мордовської національної області до статусу Автономної Республіки (хоч інтегрувати мокшанські та ерзянські території в один суб'єкт не вийшло), а саму мокшанську справу підняв на загальноєвропейський рівень. Дарма, що комуністичний зміст освіти незабаром став непереборним гальмом для подальшого розвитку мокшанської нації. Та й сам Дорофєєв 1925 злякався масштабів національного відродження і протестував проти виключення російської мови з курсу в мокшанських школах, опирався викладанню російської як іноземної:
| Деякі з наших авторитетних товаришів ... вказують, що російська мова повинна проходити як іноземна мова ... Я чомусь думаю , що російській мові мордвтнятко навчиться швидше, ніж німецької, бо мало не з самих пелюшок він чув російські фрази в мордовської родині. ... Усюди й скрізь ми стикаємося з російським населенням. Ось це і повинно бути покладено в основу навчання російській мові. Я вважаю, що російська мова обов'язково повинна викладатися в мордовської школі і не просто як мова, а як мова саме революції, як мова революційного народу |…

#### Практична освітня діяльність
У період з 1925 по 1932 Дорофоєєв створив 15 підручників і навчальних посібників мокшанською мовою. Серед перших — буквар «Валда ян» («Світлий шлях») і " Мокшень валці " (« Мокшанський буквар» для дорослих) — усі 1925.
У наступні роки створив книги для читання «Од веле» («Нове село», 1926–1928), «Піже пакся» («Зелене поле», 1927), "СССР-сь " («СССР», 1929), буквар мокшанською мовою «Якстере теште» («Червона зірка», 1930) та інші.
Після 1932 совєцька влада фактично вилучила з ужитку ці книжки та підручники, а сам автор припинив педагогічну та політичну діяльність.

### Літературна діяльність
Аж до початку 1920-х років Дорофеєв писав російською мовою. 1925 виданий перший збірник віршів поета мокшанською мовою — «Свої пісні».
Він автор перекладів мокшанською мовою лірики М. Ю. Лермонтова, А. В. Кольцова, Н. А. Некрасова, Ф. І. Тютчева. З його допомогою були відкриті національні школи у Мордовії, створені навчальні посібники для мордовських учнів. Після Другої світової війни фактично згорнув творчу діяльність, емігрувавши до Москви.
Помер 18 червня 1952 у Москві, де й похований.

## Твори
- «Песни и думы народного учителя/Ломаттнень тонафтыеть моронза-арьсеманза». Москва, 1912
- «Эсь моронеке», 1925
- «Валда ян» мокшень букварь, 1925
- «Пиже пакся» морафтома кинига, 1928
- «Эрямопингонь тонафтома китап», 1929
- «Пацяяф мяльхть.» Саранськ, 1990

Низку російськомовних віршів Доровєєва переклав мокшанською мовою Н. Тюрькін 2012 року.